# Melitaea athene
Melitaea athene är en fjärilsart som beskrevs av Otto Staudinger 1881. Melitaea athene ingår i släktet Melitaea och familjen praktfjärilar. Inga underarter finns listade i Catalogue of Life.